# Педро Браво
Пе́дро Анто́ніо Бра́во Ландасу́рі (ісп. Pedro Antonio Bravo Landazuri; нар. 26 листопада 2004, Калі) — колумбійський футболіст, півзахисник данського клубу «Мідтьюлланн».

## Клубна кар'єра
Почав займатися футболом в системі клубу «Америка де Калі», до якого приєднався 2017 року. 17 грудня 2021 року в матчі проти «Мільйонаріос» дебютував у чемпіонаті Колумбії. В січні 2022 року відданий в оренду в «Орсомарсо» з Категорії Прімера Б, але так і не дебютував за команду.
15 травня 2023 року на правах оренди перейшов в португальський клуб з Другої ліги «Мафра» з опцією подальшого викупу. 21 липня дебютував за «Мафру» в матчі першого раунду Кубка португальської ліги проти «Торреенсе». 13 серпня у поєдинку проти «Бенфіки Б» дебютував у Другій лізі.
25 червня 2024 року перейшов у данський «Мідтьюлланн», підписавши п'ятирічний контракт. 24 серпня дебютував за «Мідтьюлланн» у матчі Суперліги проти «Сеннер'юска», вийшовши в стартовому складі. 2 березня 2025 року в поєдинку Суперліги проти «Норшелланна» забив свій перший гол у професіональній кар'єрі.

## Кар'єра в збірній
Виступав за збірні Колумбії до 15, до 16 і до 17 років.

## Статистика виступів
Станом на 14 серпня 2025
| Клуб              | Сезон             | Чемпіонат           | Чемпіонат | Чемпіонат | Кубок | Кубок | Кубок ліги | Кубок ліги | Континентальні | Континентальні | Всього | Всього |
| Клуб              | Сезон             | Дивізіон            | Матчі     | Голи      | Матчі | Голи  | Матчі      | Голи       | Матчі          | Голи           | Матчі  | Голи   |
| ----------------- | ----------------- | ------------------- | --------- | --------- | ----- | ----- | ---------- | ---------- | -------------- | -------------- | ------ | ------ |
| Америка де Калі   | 2021              | Категорія Прімера A | 1         | 0         | 0     | 0     | –          | –          | 0              | 0              | 1      | 0      |
| Америка де Калі   | 2022              | Категорія Прімера A | 2         | 0         | 0     | 0     | –          | –          | 0              | 0              | 2      | 0      |
| Америка де Калі   | 2023              | Категорія Прімера A | 2         | 0         | 0     | 0     | –          | –          | 0              | 0              | 2      | 0      |
| Америка де Калі   | Всього            | Всього              | 5         | 0         | 0     | 0     | 0          | 0          | 0              | 0              | 5      | 0      |
| → Орсомарсо       | 2022              | Категорія Прімера Б | 0         | 0         | 0     | 0     | –          | –          | –              | –              | 0      | 0      |
| → Мафра           | 2023–24           | Сегунда-ліга        | 33        | 0         | 2     | 0     | 1          | 0          | –              | –              | 36     | 0      |
| Мідтьюлланн       | 2024–25           | Суперліга           | 23        | 1         | 1     | 0     | –          | –          | 10             | 0              | 34     | 1      |
| Мідтьюлланн       | 2025–26           | Суперліга           | 3         | 0         | 0     | 0     | –          | –          | 4              | 0              | 7      | 0      |
| Мідтьюлланн       | Всього            | Всього              | 26        | 1         | 1     | 0     | 0          | 0          | 14             | 0              | 41     | 1      |
| Всього за кар'єру | Всього за кар'єру | Всього за кар'єру   | 64        | 1         | 3     | 0     | 1          | 0          | 14             | 0              | 82     | 1      |

1. ↑  Матчі в Лізі Європи УЄФА
2. ↑  Матчі в Лізі Європи УЄФА

## Досягнення
Особисті
- Команда місяця данської Суперліги: березень 2025[9]